# Malitsa

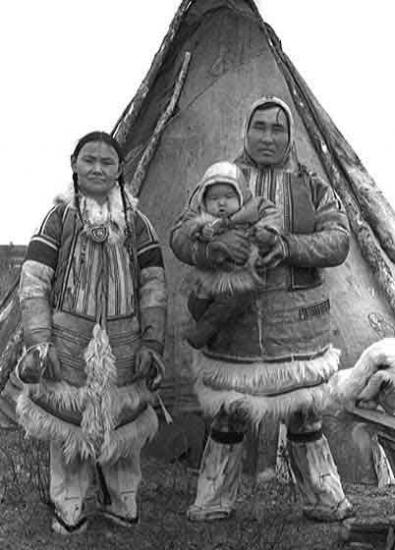
Nenets gezin in 1927 met malitsa (rechts) en jagoesjka (links).

De malitsa (Russisch: Малица, Nenets: maltsja) is een traditioneel kledingstuk, dat meestal gemaakt wordt van rendierhuid en gedragen wordt door Samojeedse en andere inheemse mannen uit het Russische Noorden en Siberië. De malitsa wordt met name gedragen door de Nenetsische en in mindere mate door Komi-, Chantische en Mansische en soms ook door Russische rendierhouders. De vrouwelijke vorm worden jagoesjka (Nenets: pany) genoemd.
In nauwe zin verwijst de malitsa naar een hemdachtige knielange onderrok van rendierhuid, die met de pelskant naar binnen wordt gedragen. Daarboven werd een vaak versierde gordel vastgemaakt, waarop zich oorspronkelijk een mes, vuursteen, kruithoorn en gereedschappen bevonden. Tegenwoordig wordt de malitsa meestal als gewoon kledingstuk gebruikt. De malitsa wordt vaak omringd door een dichte rand van kleurrijke rafels, die gemaakt werden van meerdere gekleurde (honden)huiden.
Bij zware vorst wordt een bovenkledingstuk genaamd 'sovik', 'sokoej' of 'goes' (bij vrouwen panitsa) over de malitsa gedragen; een eveneens knielange mantel met de bontzijde naar buiten, waaraan een muts en wanten genaaid zijn. Vaak heeft de malitsa echter zelf ook al een eigen muts en wanten met de bontzijde naar buiten gekeerd. Vaak wordt de savik zelf ook malitsa genoemd.
Onder de malitsa worden vaak hoge laarzen van rendierhuid gedragen, bestaande uit een binnenlaars (Nenets: tobaki) met de bontzijde naar binnen en een buitenlaars (Nenets: kisy) met de bontzijde naar buiten.